# 玛丽·斯维尔莫娃
玛丽·斯维尔莫娃（捷克語：Marie Švermová；1902年8月17日—1992年2月4日），捷克斯洛伐克的政治家，捷克斯洛伐克共产党的创始人之一。1968年布拉格之春后，遭受政治迫害。1977年参与签署《七七宪章》。